# Charles Manry
Charles-Casimir Manry est un compositeur de musique français né à Paris le 8 février 1823 et mort à Boulogne-Billancourt le 18 janvier 1866.

## Biographie
Charles Manry est le fils de Jean Manry, médecin de l'hôpital Saint-Louis de Paris et membre de l'Académie de médecine.
Il a d'abord étudié le droit et a passé sa thèse d'avocat mais sa fortune lui a permis de s'abandonner à son penchant pour la musique. Il a alors suivi les leçons d'harmonie et de contrepoint de M. Elwart.
Il a fait exécuter sa première messe à trois voix avec accompagnement d'orgue le 1er novembre 1844 à l'église Saint-Jacques-du-Haut-Pas.
Il a ensuite fait connaître plusieurs ouvrages de musique sacrée dans des églises parisiennes :
- messe à quatre voix d'hommes sans accompagnement, donnée à l'église Saint-Philippe-du-Roule à Pâques 1852,
- messe à trois voix avec accompagnement d'orgue et instruments à cordes, donnée dans la même église à Noël 1855,
- messe avec grand orchestre avec solos et chœurs, exécutée à l'église Saint-Roch le 1er mai 1860,
- deuxième messe à trois voix avec accompagnement d'orgue,
- Te Deum à quatre voix seules et chœurs,
- huit motets à trois voix avec ou sans accompagnement d'orgue,
- plusieurs O Salutaris, Ave Maria, Ave verum, Salve Regina et Regina Cœli,

ainsi que :
- symphonie pour orchestre,
- trois quatuors pour deu violons, alto et basse,
- trio pour violon, alto et violoncelle,
- sérénade pour orchestre,
- La sorcière des eaux, ouverture pour orchestre,
- Grand duo pour piano et violon, en trois parties,
- Les Natchez, oratorio,
- Les disciples d'Emmaüs, mystère à trois voix, chœur et orchestre,
- Les Deux Épagneuls, opéra-comique en un acte et en vers libres, texte d'Édouard Fournier, présenté aux Néo-Thermes, 19 décembre 1854

Charles Casimir Manry est inhumé le 22 janvier 1866 au cimetière de Montmartre (division 5).